# Aeroportul Robe
Aeroportul Robe (IATA: GOB, ICAO: HAGB) este un aeroport din Etiopia ce deservește zona Robe⁠(d).
Situat la o altitudine de 2.405 m, aeroportul dispune de o singură pistă.